# Bob Harkey
Bob Harkey (ur. 23 czerwca 1930 roku w Charlotte, zm. 16 stycznia 2016 w Indianapolis) – amerykański kierowca wyścigowy.

## Życiorys
Harkey rozpoczął karierę w międzynarodowych wyścigach samochodowych w 1963 roku od startów w USAC National Championship. Z dorobkiem 120 punktów został sklasyfikowany na 24 pozycji w końcowej klasyfikacji kierowców. W późniejszym okresie Amerykanin pojawiał się także w stawce USAC National Silver Crown, CART Indy Car World Series oraz Indianapolis 500.
W USAC National Championship Harkey startował w latach 1963-1979. Najlepszy wynik Amerykanin osiągnął w 1964 roku, kiedy uzbierane 560 punktów dało mu dziesiąte miejsce w klasyfikacji generalnej.